# بابیا گورا
بابیا گورا (به لاتین: Babia Góra) یک کوه در لهستان است که در شهرستان سوخا واقع شده‌است. بابیا گورا ۱٬۷۲۵ متر بالاتر از سطح دریا واقع شده‌است.